# Carl Gustaf Wrangel (lagman)
Carl Gustaf Wrangel af Ludenhof, född 11 september 1718, död 3 januari 1779, var en svensk friherre, militär och lagman.

## Biografi
Carl Gustaf Wrangel var militär vid Östgöta infanteriregemente där han blev kapten 1743 innan han begärde avsked 1748. Han var lagman i  Gotlands lagsaga från 1773 till 1777.. Han blev riddare av Svärdsorden 1751. Han var ceremonimästare vid svenska hovet från 1777.
Han var son till översten vid Östgöta kavalleri Carl Johan Wrangel af Ludenhof.